# Арсіноя IV
Арсіноя IV (грец. Ἀρσινόη, між 68 до н. е. та 65 до н. е. — 41 до н. е.) — цариця та співволодарка Єгипту у 48–47 роках до н. е.

## Життєпис
Походила з династії Птолемеїв. Донька Птолемея XII, царя Єгипту, та Клеопатри VI. Після смерті батька у 51 році до н. е. підтримувала свого брата царя Птолемея XIII, який став боротися за владу з іншою сестрою Клеопатрою VII. У 48 році до н. е. після повалення останнього, Арсіноя вийшла заміж за Птолемея й стала царицею. Того ж року після прибуття до Єгипту Гая Юлія Цезаря втекла до армії Ахілла, яка взяла в облогу столицю Єгипту.
Вона була весь час в армії, разом із своїм чоловіком-царем. Після поразки єгиптян 47 року до н. е. у битві в дельті Нілу. Її чоловік загинув, а Арсіноя потрапила у полон. Арсіною відправили до Риму, де вона у 46 році до н. е. пройшла у тріумфі Цезаря. Останній пощадив й відправив до храму Артеміди в Ефесі.
У 41 до н. е. за намовою Клеопатри VII Арсіною (вважалася можливою претенденткою на трон) було вбито по наказу триумвіра Марка Антонія. Поховано в Ефесі.

## Родина
Чоловік — Птолемей XIII
дітей не було